# Bajram Fetai
Bajram Fetai (* 7. September 1985 in Tetovo) ist ein nordmazedonisch-dänischer ehemaliger Fußballspieler, der von 2010 bis 2013 für die mazedonische Nationalmannschaft aktiv war.

## Karriere

### Verein
Fetai kam im jugoslawischen Tetovo zur Welt und wanderte als Kind mit seiner Familie nach Dänemark aus. Hier erlernte er in der Jugend von B.93 Kopenhagen das Fußballspielen und rückte 2002 in den Profikader auf. Nachdem er zwei Jahre für die Profis aktiv gewesen war, wechselte er zum schottischen Traditionsverein Glasgow Rangers. Hier spielte er überwiegend in der Reservemannschaft und wurde für die Rückrunde der Saison 2004/05 an Inverness CT verliehen. 2006 kehrte er nach Dänemark zurück und spielte bei Silkeborg IF, FC Nordsjælland und Lyngby BK.
Zur Saison 2012/13 wechselte er zum türkischen Zweitligisten Denizlispor. Am Ende der Saison war Fetai mit acht erzielten Toren bester Torschütze der Mannschaft. Eine Spielzeit später konnte er nur fünf Meisterschaftsspiele bestreiten und verletzte sich früh am Knie, sodass er nicht mehr eingesetzt werden konnte. Ende November 2013 wurde der Vertrag von Seiten des Vereins gekündigt.
Nachdem Fetai seine lang anhaltende Verletzung auskuriert hatte, wechselte er im Sommer 2014 in die dritte dänische Liga zu FC Roskilde. Dort beendete er im Januar 2017 seine Karriere.

### Nationalmannschaft
Als Jugendlicher bestritt er mehrere Länderspiele für die U-19 und U-20-Auswahlmannschaften Dänemarks. 2010 entschied er sich, für die mazedonische Fußballnationalmannschaft aufzulaufen. Sein Debüt gab er am 17. November 2010, als er auswärts beim Freundschaftsspiel gegen Albanien (0:0) in der Startelf stand.

## Erfolge
FC Nordsjælland
- Dänischer Pokalsieger: 2010, 2011